# Альцеус, Брайан
Брайа́н Альцеу́с (фр. Bryan Alceus; род. 1 февраля 1996, Коломб, Франция) — гаитянский футболист, полузащитник клуба «Докса» и сборной Гаити.

## Карьера
Начал играть в академии клуба «Бордо». В 2016 году стал свободным агентом, после чего играл в клубах третьей и четвёртой французской лиги. В чемпионате Насьональ дебютировал в составе «Энтенте» в матче против клуба «Тур». В чемпионате Насьональ 2 сыграл в составе «Шартра» против второй команды «Лорьяна».

### «Париж»
В 2019 году стал игроком клуба «Париж», выступавшего тогда в Лиге 2. Дебютировал за клуб в матче против «Сошо», заменив Флорьяна Мартена на 76-й минуте. Сыграл в Кубке французской лиги против этой же команды. В Кубке Франции дебютировал в матче второго круга против «Валанс». В январе 2020 года отправился в аренду в клуб «Бастия-Борго».

### «Газ Метан»
В августе 2020 года стал игроком румынской команды «Газ Метан». Дебютировал в румынской Лиге 1 в матче против «Ботошани», заменив Диого Изата на 74-й минуте. В Кубке Румынии вышел в матче промежуточного этапа с «Конкордией», где отыграл все 120 минут.

### «Зиря»
В начале 2022 года подписал контракт с клубом «Зиря» из Азербайджана. В Премьер-лиге вышел на поле в матче против «Кешли», заменив Джошгуна Диниева на 73-й минуте. В Кубке Азербайджана сыграл в матче ¼ финала против «Сабаила».

## Карьера в сборной
Играл за сборную Гаити до 20 лет. В 2016 году был вызван в основную сборную Гаити. Вышел на замену в товарищеском матче с Колумбией. В 2018 году помогал национальной команде в квалификации Лиги наций КОНКАКАФ 2019/20. 10 сентября 2018 года Гаити с разгромом обыграла Синт-Мартен со счётом 13:0. Дошёл с командой до полуфинала Золотого кубка КОНКАКАФ 2019. В 2021 году участвовал в матчах квалификации на чемпионат мира 2022. Также принял участие в Золотых кубках КОНКАКАФ 2021 и 2023.